# Хайдарабад (штат)

Южная Индия перед реорганизацией 1956 года. Штат Хайдарабад выделен жёлто-зелёным

Штат Хайдараба́д — штат Индии, существовавший в 1949—1956 годах.
Хайдарабад и Берар был самым большим по площади из туземных княжеств Британской Индии. При распаде Британской Индии низам Асаф Джах VII подумывал о провозглашении самостоятельности своих преимущественно мусульманских владений либо включении их в состав Пакистана. Во избежание сепаратистского мятежа в Хайдарабад в 1948 году были введены индийские войска. Низаму было гарантировано сохранение богатств и недвижимости, а также назначена пенсия, после чего он подписал договор о вхождении Хайдарабада в Индийский Союз.
Ситуация осложнилась начавшимся ещё в 1946 году крестьянским восстанием, в ходе которого крестьяне учредили собственные органы местного самоуправления, конфисковали в пользу безземельного и малоземельного крестьянства 1200 тысяч акров помещичьих земель, установили народные суды, создали отряды народной милиции, ввели обязательное начальное обучение.
Ради искоренения сепаратистских поползновений индийские власти в 1956 году, в соответствии с Актом о реорганизации штатов, расформировали штат Хайдарабад. Его территории были разделены по лингвистическому принципу между штатами Бомбей, Андхра-Прадеш и Карнатака.